# Ayanleh Abdi Abdillahi
Ayanleh Abdi Abdillahi (né en 2004) est un athlète djiboutien, spécialiste des courses de demi-fond.

## Biographie
En juin 2024, il devient vice-champion d'Afrique du 1 500 mètres à Douala.

## Palmarès
| Date | Compétition            | Lieu   | Résultat | Épreuve | Temps         |
| ---- | ---------------------- | ------ | -------- | ------- | ------------- |
| 2024 | Championnats d'Afrique | Douala | 2e       | 1 500 m | 3 min 36 s 24 |

## Records
| Épreuve     | Marque        | Lieu     | Date             |
| ----------- | ------------- | -------- | ---------------- |
| 800 m       | 1 min 54 s 06 | Djibouti | 17 mars 2023     |
| 1 500 m     | 3 min 36 s 24 | Douala   | 26 juin 2024     |
| 5 000 m     | 14 min 9 s 4  | Douala   | 26 mars 2023     |
| 10 km route | 28 min 40 s   | Djibouti | 25 novembre 2022 |